# Anton Pössenbacher

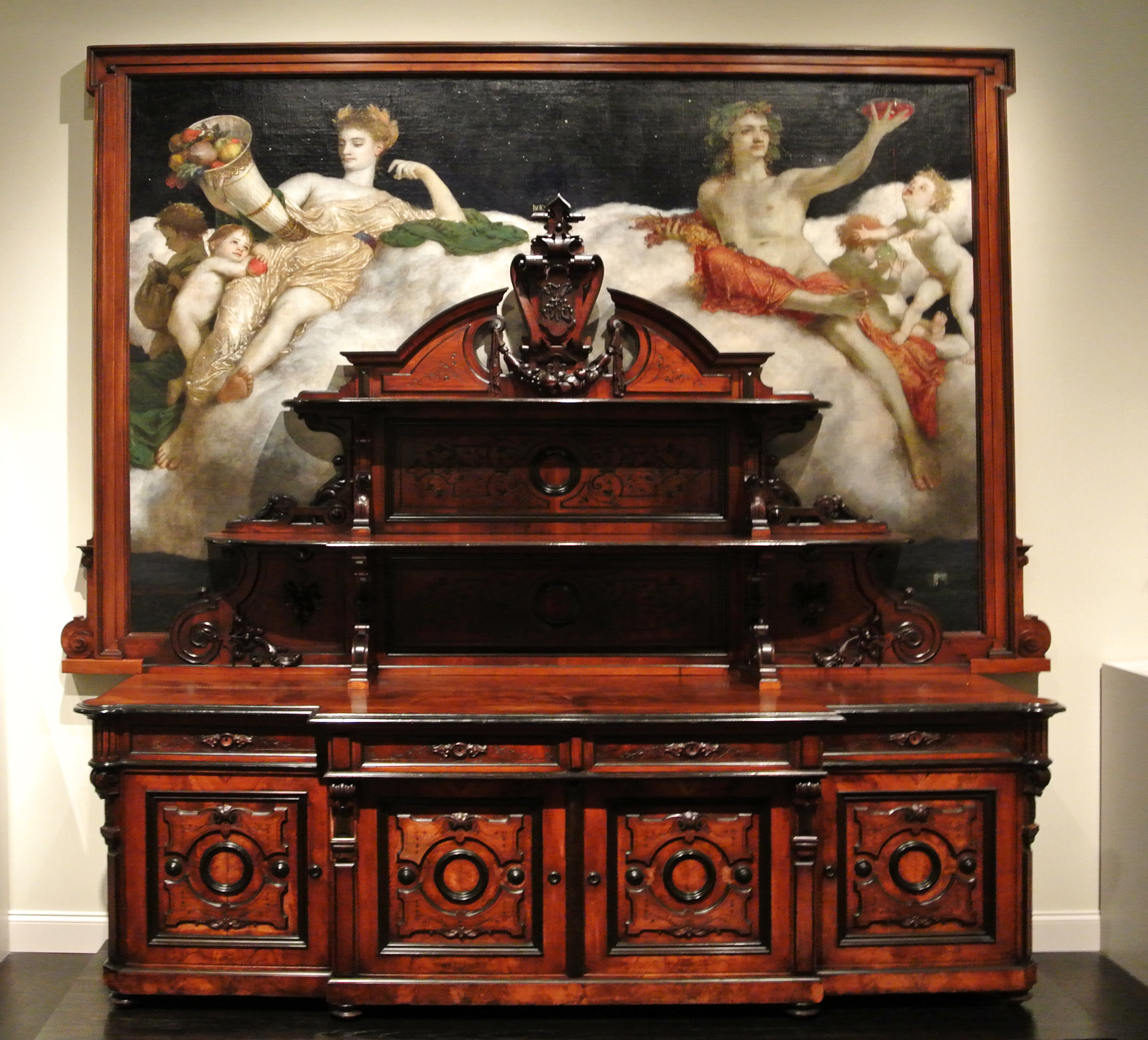
Büffet (1874) mit Gemälde von Ceres und Bacchus von Arnold Böcklin

Anton Pössenbacher (* 6. Oktober 1842 in München, Königreich Bayern; † 4. Juli 1920 in München, Freistaat Bayern) war ein führender Münchner Hofschreiner und Hofmöbelfabrikant im Stil des Historismus.

## Leben

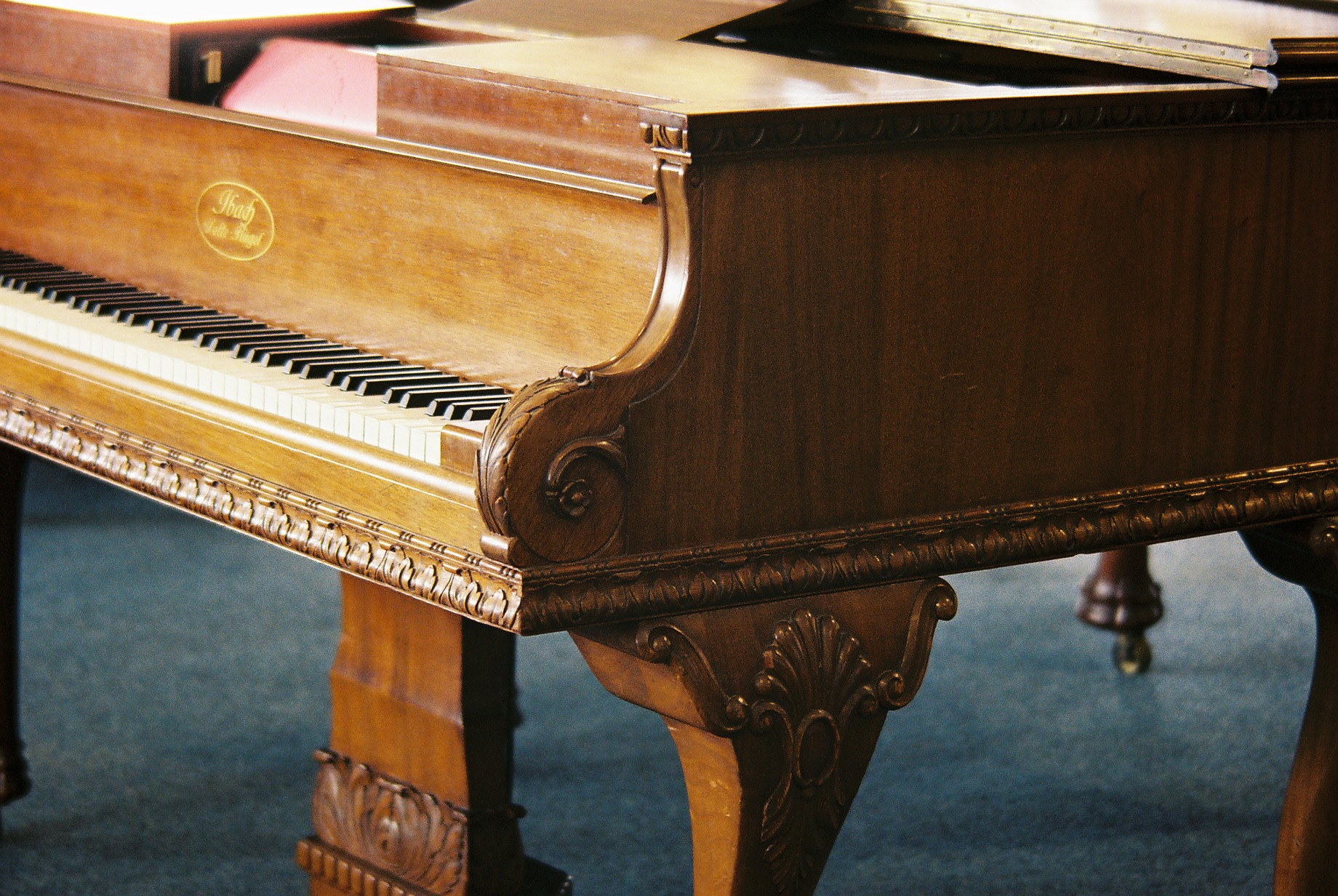
Ibach-Welte Flügel 1924. Ursprünglicher Entwurf von Anton Pössenbacher für das Hotel Adlon in Berlin 1905

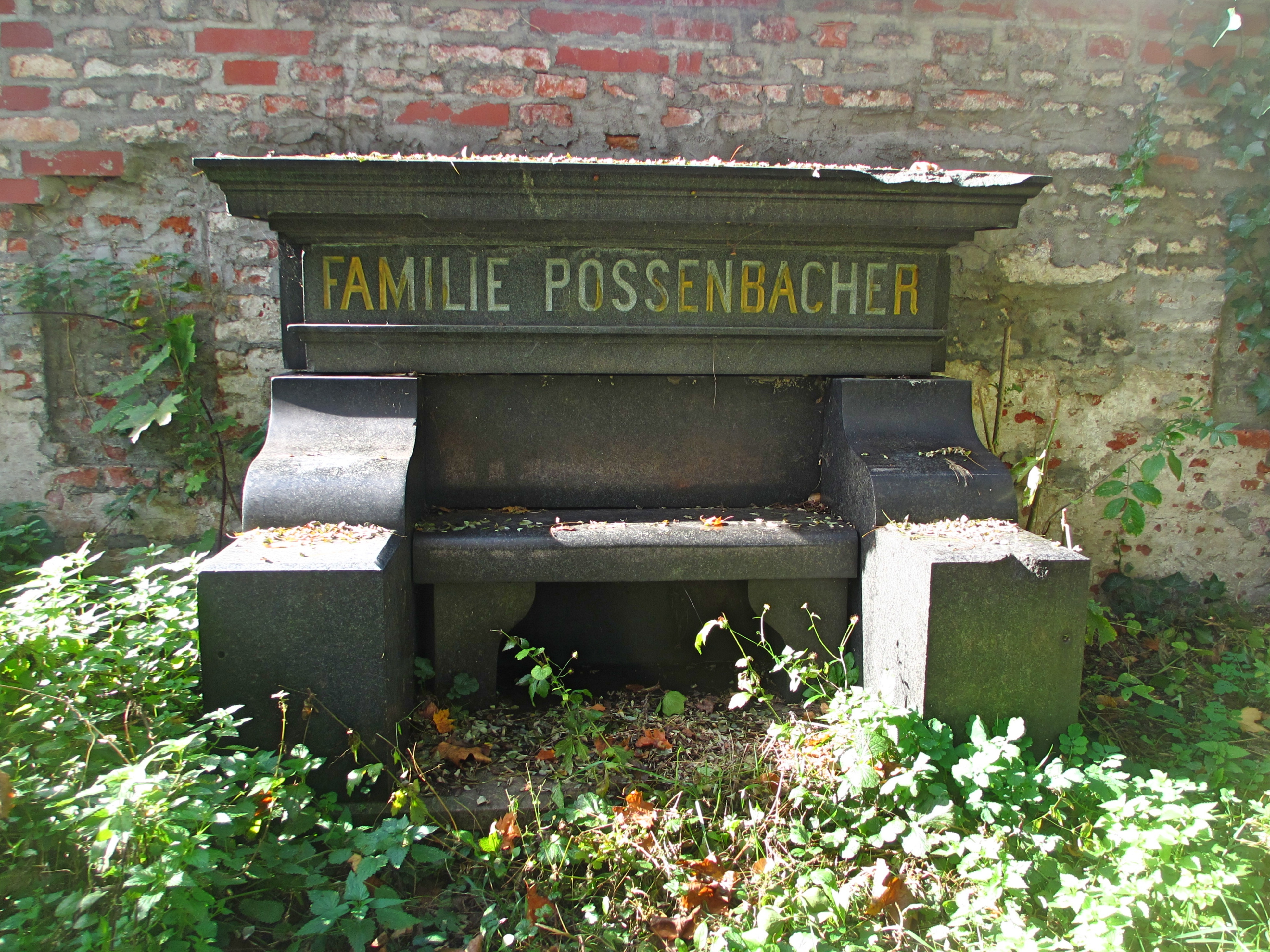
Familiengrabstätte auf dem Alten Südlichen Friedhof

Anton Pössenbachers Vater Joseph Pössenbacher (1799–1873) hatte in München eine Möbelmanufaktur, die den bayrischen Königshof belieferte. Die Werkstatt war von dessen Vater, dem Architekten Mathias Pössendörfer 1784 gegründet worden. Dessen Vater Matthaeus Pössenbacher (nachweisbar in den 1770er Jahren) stellte Möbel für den Münchner Architekten François de Cuvilliés her.
Pössenbacher besuchte die Königliche Kunstgewerbeschule München. Seine Lehrer waren u. a. H. Dyck und J. Knabl. Anschließend arbeitete er von 1860 bis 1863 in Wien, Berlin, Köln, Paris und London als Schreiner und Zeichner. 1866 übernahm er die Schreiner-Gerechtsame seines Vaters um 10.000 Gulden und erwarb 1873 von einem Zimmermeister ein zwei Tagwerk großes Anwesen mit Wasserkraft in der Baumstraße 3 (später Jahnstraße 45) in München, welches er zu einer großen Möbelfabrik ausbaute.
Sein Unternehmen war im 19. Jahrhundert in der Fertigung von Luxusmöbeln europaweit führend. Insbesondere stattete er die königlichen Appartements der Schlösser Linderhof, Herrenchiemsee und Neuschwanstein mit Möbeln aus, die nach den Wünschen König Ludwigs II., aber auch nach eigenen Zeichnungen schuf. Auch für die Münchner Residenz und für die Burg Trausnitz fertigte er Einrichtungsgegenstände.
1886/87 möblierte er einen Bibliothekssaal im Bukarester Schloss für König Karl I. nach eigenen Entwürfen, den Restaurationssaal für das Reichstagsgebäude schuf er nach einem Entwurf von Paul Wallot. Für weitere Auftraggeber wie Fabrikanten, Kaufleute und Gutsbesitzer lieferte er für deren Stadthäuser und Villen zumeist ganze Raumausstattungen.
Anton Pössenbacher erhielt den Titel eines Kgl. Hofmöbelfabrikanten und Kommerzienrates. Er setzte sich mit Gabriel von Seidl und dessen Jugendfreund Rudolf Seitz für die Wiederbelebung des Renaissancestils ein.
Seine Möbelfabrik wurde von seinem Sohn Heinrich Pössenbacher übernommen.
Anton Pössenbacher starb am 4. Juli 1920 in München. Er wurde auf dem Alten Südlichen Friedhof in München beigesetzt. Standort.